# Березята
Березя́та (рос. Березята, марій. Березята) — присілок у складі Совєтського району Марій Ел, Росія. Входить до складу Вятського сільського поселення.

## Населення
Населення — 25 осіб (2010; 27 у 2002).
Національний склад (станом на 2002 рік):
- росіяни — 85 %